# Culicoides culiciphagus
Culicoides culiciphagus är en tvåvingeart som beskrevs av Wirth och Hubert 1959. Culicoides culiciphagus ingår i släktet Culicoides och familjen svidknott. Inga underarter finns listade i Catalogue of Life.